# Minuartia rossii
Minuartia rossii — вид трав'янистих рослин родини гвоздичні (Caryophyllaceae), рідко поширений у межах Арктики (Північна Євразія й північ Північної Америки).

## Таксономічні примітки
M. rossii тісно пов'язаний з M. elegans і ці двоє представляють групу, відмінну від усіх інших видів роду. M. elegans відрізняється від M. rossii в основному тим, що квіти й плоди правильні й тим, що не виробляє цибулинки. Можна підозрювати, що ця різниця обумовлена навколишнім середовищем, оскільки M. elegans більш південний вид, бореальних і низькоарктичний. Проте, їхні відмінності зберігаються при культивуванні. Рід мокричник неоднорідний і поліфілетичний і в майбутньому, ймовірно, розпадеться на кілька родів.

## Опис
Це багаторічні трави, з центральним коренем. Велика кількість укорочених вегетативних пагонів утворюють невеликі купини або більш розширені відкриті килимки. Старе листя не зберігається. Бічні пагони в пазухах верхніх листків і верхівок пагонів розвиваються в блідо-зелені цибулинки, які легко відриваються. Квіткові стебла гладкі, в 0.2–1 рази довші ніж листя. Листки супротивні, 3–6 мм, лінійні, тупі, в основному, пурпурно-зелені.
Квіти поодинокі; квітконіжки до 20 мм. Квіти радіально-симетрична з 5 вільними чашолистками й пелюстками. Чашолистки 1.5–2.5 × 0.7–1.0 мм, довгасті або яйцеподібні, тупі або підгострі, з одною нечіткою веною, багрові. Пелюстки в 1.5–2 рази довші за чашолистки, оберненояйцевиді, на верхівці закруглені, білі. Тичинок 10. Плоди однокоміркові сферичні капсули, 1.5–2.5 мм, які відкриваються верхівково з 3-ма зубами. Насіння коричневе, субкулясте, бл. 0.6 мм, невиразно сітчасте.

## Відтворення
Вегетативне розмноження фрагментацією килимків, але особливо цибулинками. Квітки дрібні, ймовірно, не пристосовані до запилення комахами; самозапилення має переважати. Цибулинки легко від'єднуються й транспортуються водою, птахами, можливо, вітром.

## Поширення
Північна Америка (Ґренландія, Канада, Аляска — США); Європа (тільки Шпіцберген — Норвегія); Азія (Східна Чукотка і острів Врангеля — Росія).
Населяє мокрі, дернові, гравійні чи піщані вапняні пустки, високоарктичну, альпійську тундру, чи пустища.